# Lázaro Cárdenas Uno
Lázaro Cárdenas Uno är en del av en befolkad plats i Mexiko.   Den ligger i kommunen El Mante och delstaten Tamaulipas, i den centrala delen av landet, 400 km norr om huvudstaden Mexico City. Lázaro Cárdenas Uno ligger 81 meter över havet och antalet invånare är 117.
Terrängen runt Lázaro Cárdenas Uno är huvudsakligen platt, men västerut är den kuperad. Runt Lázaro Cárdenas Uno är det ganska tätbefolkat, med 60 invånare per kvadratkilometer. Närmaste större samhälle är Ciudad Mante, 5,3 km norr om Lázaro Cárdenas Uno. Omgivningarna runt Lázaro Cárdenas Uno är en mosaik av jordbruksmark och naturlig växtlighet.